# Ліс Лайман-альфа
Ліс Лайман-альфа — сукупність ліній поглинання нейтрального водню в спектрах дуже віддалених астрономічних об'єктів, зазвичай — квазарів. Ці лінії мають різний червоний зсув внаслідок космологічного розширення, оскільки водень розподілений у просторі не рівномірно, а окремими хмарами.
Ці лінії поглинання є результатом наявності міжгалактичного газу, через який проходить світло від галактик та квазарів. Оскільки поглинання та випромінення світла відбувається за законами квантової механіки, то можуть бути поглинені лише фотони з певною енергією, здебільшого — Лайман-альфа. Ідучи від далеких джерел, світло поступово змінює свою довжину хвилі, і на відстані, де перебуває кожна хмара нейтрального водню поглинається світло певної довжини хвилі, яка збігається зі спектральною лінією водню, а спостерігач на Землі побачить у спектрі відповідну темну лінію. Сукупність таких ліній схожа на ліс, звідки й пішла назва явища. Знаючи точно червоне зміщення джерела і визначаючи червоне зміщення відповідної лінії поглинання, можна визначити відстань до області поглинання. Таким чином, ліс Лайман-альфа є інструментом вивчення міжгалактичного газу (його густини й температури), що дозволяє вивчати великомасштабну структуру Всесвіту в космології.